# Torpè
Ne doit pas être confondu avec Thorpe, Torp ou Torpes.
Torpè est une commune italienne de la province de Nuoro, dans la région Sardaigne.

## Culture

### Personnalités
- Le réalisateur Edoardo Mulargia y est né en 1925.

### Curiosités
Le nuraghe San Pietro, à un bon kilomètre du bourg.

## Administration
| Période                                  | Période | Identité | Étiquette | Qualité |
| ---------------------------------------- | ------- | -------- | --------- | ------- |
|                                          |         |          |           |         |
| Les données manquantes sont à compléter. |         |          |           |         |

### Évolution démographique
1991 = 2 667 hab. ; 
2001 = 2 719 hab..

### Hameaux
Biddanoa.

### Communes limitrophes
Budoni, Lodè, Padru, Posada, San Teodoro (Sassari), Siniscola.